# Medford (Massachusetts)
Medford is een plaats (city) in de Amerikaanse staat Massachusetts, en maakt deel uit van Middlesex County.

## Demografie
Bij de volkstelling in 2000 werd het aantal inwoners vastgesteld op 55.765.
In 2006 is het aantal inwoners door het United States Census Bureau geschat op 55.681, een daling van 84 (-0.2%).

## Geografie
Volgens het United States Census Bureau beslaat de plaats een oppervlakte van
22,4 km², waarvan 21,1 km² land en 1,3 km² water.

## Geboren
- Mary Carew (1913–2002), atlete
- Paul Theroux (1941), schrijver van reisverhalen en romans
- Michael Bloomberg (1942), ondernemer; oud-burgemeester van New York (2002-2013)
- Terri Lyne Carrington (1965), jazzdrummer, componist en producent
- Julianne Nicholson (1971), actrice
- Maria Menounos (1978), Amerikaans-Grieks actrice en presentatrice

## Plaatsen in de nabije omgeving
De onderstaande figuur toont nabijgelegen plaatsen in een straal van 8 km rond Medford.